# MUSIC CIRCUS
MUSIC CIRCUS（ミュージックサーカス）は、2014年初開催、ダンスミュージックに特化した音楽フェスティバル。
2016年から会場が大阪府泉南市の樽井サザンビーチに移動。福岡ヤフオクドームでも開催された。

## 歴史
- MUSIC CIRCUS 2014（2014年5月5日/神戸国際展示場 1～2号館）
- MUSIC CIRCUS'15（2015年10月11日/ATCホール）
- MUSIC CIRCUS'16（2016年10月8日・9日/タルイサザンビーチ）
- MUSIC CIRCUS'17（2017年8月26日・27日/タルイサザンビーチ）
- MUSIC CIRCUS'18（2018年9月1日・2日/タルイサザンビーチ）
- MUSIC CIRCUS'19（2019年8月24日・25日/タルイサザンビーチ）
- MUSIC CIRCUS'20（2020年10月3日・4日/泉南りんくう公園）
- MUSIC CIRCUS'21（2021年12月25日・26日/エディオンアリーナ大阪）
- MUSIC CIRCUS'22（2022年8月27日・28日/SENNAN LONG PARK）
- MUSIC CIRCUS'23（2023年8月11日・12日・13日/SENNAN LONG PARK）

## 事件
2023年8月13日開催のMUSIC CIRCUS'23 3日目に出演したDJ SODAは公演の最後に観客とふれあった際、複数人から胸を触られる性被害を受けた。翌14日、DJ SODAはSNSに写真を添えて報告し「あまりにも大きな衝撃を受けて未だに怖くて手が震えています」「DJを始めてから10年経つが公演中にこんなことをされたのは人生で初めてで、今後ファンの近くに行きにくくなった」と心情を吐露。15日に主催者のTryHard Japanは声明を出し、加害者に対する法的措置をとることを表明。加害者に対し速やかな警察署への出頭と主催者への連絡を呼びかけた。